# Тагор, Дварканатх
Дварканатх Тагор (бенг. দ্বারকানাথ ঠাকুর; 1794, Калькутта — 1 августа 1846, Лондон) — один из первых индийских промышленников и предпринимателей, один из основателей семьи Тагоров, внёсший существенный вклад в так называемое Бенгальское Возрождение.
Родился в семье служащего калькуттской полиции брамина Нилмани Тхакура, с 1799 года воспитывался бездетной младшей сестрой его матери и её мужем, фактически ставшими ему приёмными родителями. Начальное образование получил дома, в 1804 году был принят в школу Шербурна в Читпуре. 12 декабря 1807 года его отчим Рамлочан умер, завещав всё своей имущество несовершеннолетнему на тот момент Дварканатху. В 1810 году он окончил школу и поступил помощником к известному калькуттскому адвокату Роберту Фергюссону, постоянно перемещаясь между Калькуттой и своими имениями.
С юных лет Дварканатх Тагор нанял европейцев для управления своими поместьями и активно вкладывал деньги в торговлю и производство индиго, шёлка и сахара. В 1822 году, не оставляя управления своими предприятиями, поступил на службу в Британскую Ост-Индскую компанию. В 1827 году возник скандал в связи с тем, что Дварканатх якобы незаконно присвоил себе значительную часть доходов от торговли солью; ему удалось доказать свою невиновность, но в июне 1834 года он ушёл со службы компании и вернулся к жизни исключительно предпринимателя. При этом ещё до разрыва с компанией он в 1828 году стал первым индийцем-главой банка, а в 1829 году основал в Калькутте Union Bank.
Его предпринимательская деятельность была весьма разнообразна: от добычи угля в Бенгалии и проекта устройства на равнинах Ассама вывезенного из Китая чая до продажи в Китай опиума большими партиями. По политическим взглядам Тагор был лоялистом, считая, что процветание Индии возможно только в составе Британской империи. 21 марта 1838 года он создал Общество землевладельцев, собравшее богатых и лояльных британской короне помещиков. Тагором также была в 1836 году основана Публичная библиотека Калькутты, ныне известная как Национальная библиотека Индии — самая большая библиотека страны.
Скончался после непродолжительной болезни субботним вечером 1 августа 1846 года в гостинице святого Георгия во время сильной грозы. Был похоронен 5 августа 1846 года на кладбище Кенсал-Грин.

## Потомки Дварканатха Тагора
Дварканатх был женат Дигамбари Деви, от которой у него было пятеро сыновей: Дебендранатх Тагор (1817—1875), Нарендранатх, Гириндранатх (1820—1854), Бхупендранатх и Нагендранатх (1829—1858).